# Природничий університет у Вроцлаві
51°06′40″ пн. ш. 17°03′50″ сх. д. / 51.11111° пн. ш. 17.06389° сх. д.
Природничий університет у Вроцлаві (пол. Uniwersytet Przyrodniczy we Wrocławiu) — природничий заклад вищої освіти у польському Вроцлаві, заснований у 1951 році.
Згідно з Постановою Ради Міністрів від 17 листопада 1951 року сільськогосподарський факультет Вроцлавської політехніки виокремлено в незалежну вищу сільськогосподарську школу з 4 факультетами: сільськогосподарський, ветеринарний, водної та зоотехнічна рекультивації, яка з 1972 року функціонувала як сільськогосподарський університет згідно з Постановою Ради Міністрів від 28 вересня 1972 року, а з 2006 року — згідно з Законом від 23 листопада як Природничий університет у Вроцлаві. 
Заклад є міждисциплінарним університетом з переважанням природничих факультетів.Нині має 5 факультетів та міжфакультетські, загальноуніверситетські, а також спільні підрозділи.

## Факультети

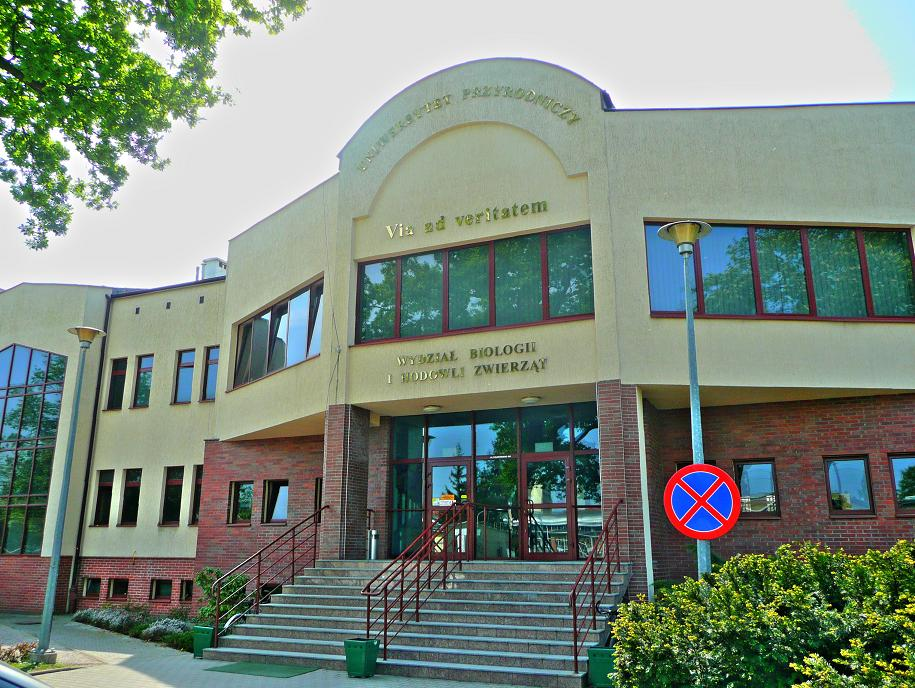
Факультет біології і тваринництва

### Факультет біології і тваринництва
- Інститут біології
- Інститут тваринництва
- Кафедра генетики
- Кафедра екологічної гігієни та догляду за тваринами
- Відділ досліджень харчування та кормів для тварин
- Кафедра експериментальної біології
- Управління факультету Служби проектів ЄС
- Природознавчий музей[2]

### Факультет біотехнології та харчових наук
- Кафедра біотехнології та мікробіології харчових продуктів
- Кафедра хімії
- Кафедра технології фруктових, овочевих та зернових
- Кафедра сільськогосподарських технологій та зберігання
- Кафедра технології тваринництва та управління якістю
- Відділ харчування людини[3]

### Факультет екологічної інженерії та геодезії
- Інститут ландшафтної архітектури
- Інститут будівництва

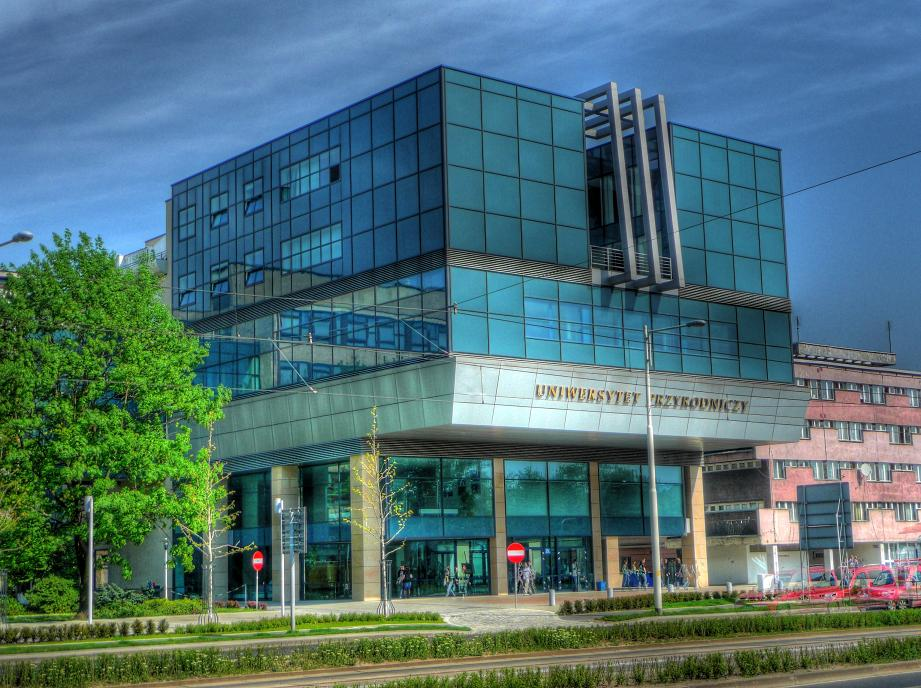
Факультет екологічної інженерії та геодезії

- Інститут геодезії та геоінформатики
- Інститут екологічної інженерії
- Інститут розвитку та охорони навколишнього середовища
- Кафедра просторового управління
- Кафедра математики[4]

### Факультет ветеринарної медицини

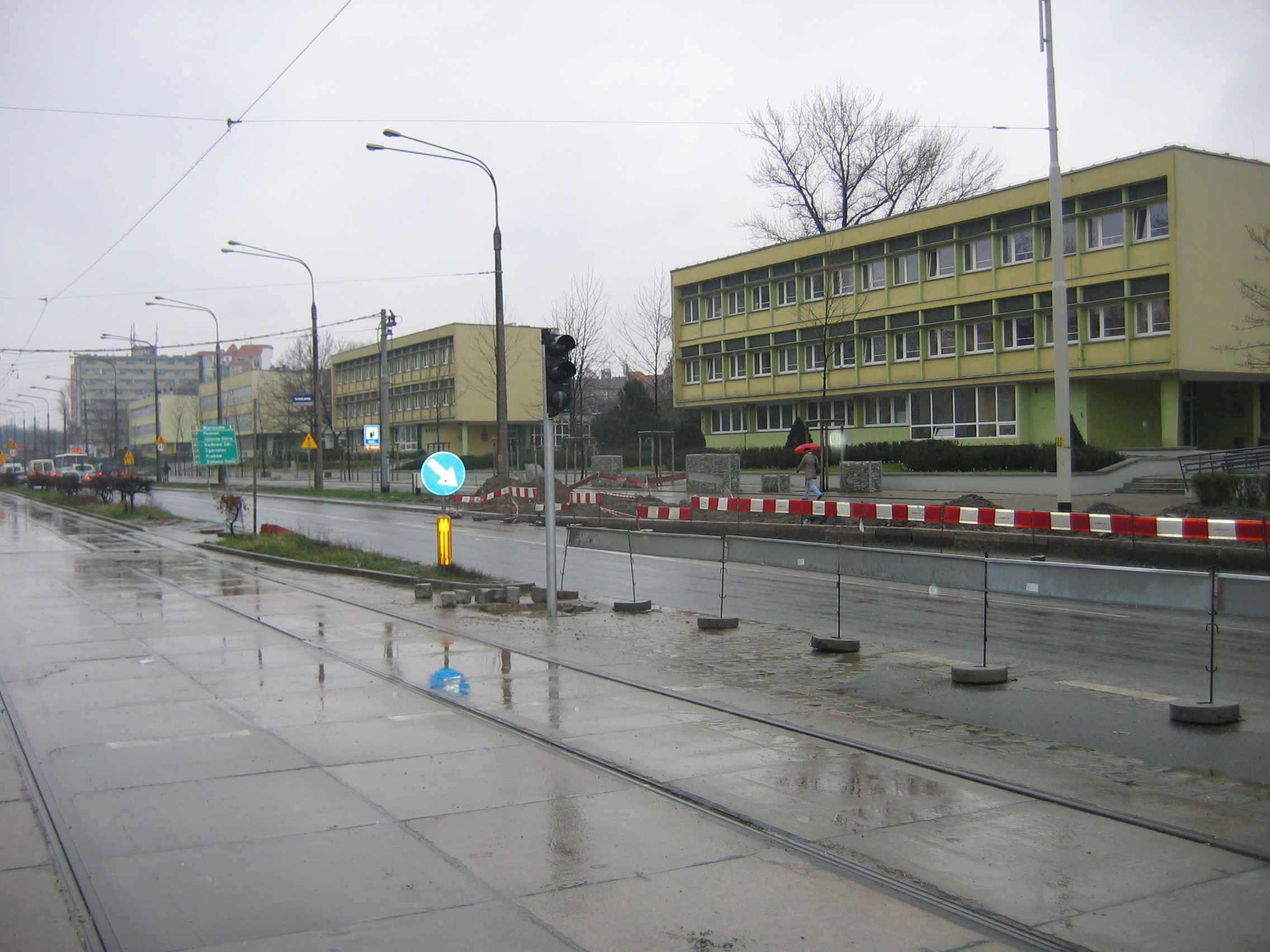
Клініка Факультету ветеринарної медицини

- Кафедра біоструктури та фізіології тварин
- Кафедра біохімії, фармакології та токсикології
- Кафедра імунології, патофізіології та ветеринарної профілактики
- Кафедра патології
- Кафедра внутрішньої медицини з клінікою коней, собак та котів
- Кафедра епізоотіології клініки для птахів та екзотичних тварин
- Кафедра репродукції та клініки сільськогосподарських тварин
- Кафедра та клініка хірургії
- Кафедра гігієни
- Центр експериментальної діагностики та інноваційних біомедичних технологій
- Віварій факультету[5]

### Факультет природничих наук та технологій
- Інститут агроекології та рослинництва
- Інститут економічних та соціальних наук
- Інститут ґрунтознавства та охорони навколишнього середовища
- Інститут сільськогосподарського машинобудування
- Кафедра ботаніки та екології рослин
- Кафедра фізики та біофізики
- Кафедра генетики, селекції рослин та насінництва
- Кафедра захисту рослин
- Кафедра садівництва
- Кафедра живлення рослин[6].

## Ректори
1. 1951-1954: проф. Станіслав Толпа
2. 1954-1955: проф. Альфред Сензе
3. 1955-1959: проф. Александр Тиховський
4. 1959-1965: проф. Альфред Сензе
5. 1965-1969: проф. Тадеуш Гарбулінський
6. 1969-1981: проф. Ришард Бадура
7. 1981-1981: проф. Юзеф Дєжис
8. 1982-1984: проф. Генрик Балбєж
9. 1984-1986: проф. Броніслав Яблонський
10. 1986-1990: проф. Єжи Ющак
11. 1990-1996: проф. Єжи Ковальський
12. 1996-2002: проф. Тадеуш Шульц
13. 2002-2008: проф. Міхал Мазуркевич
14. 2008-2016: проф. Роман Колач
15. з 2016: проф. Тадеуш Тжішка.